# قضية سروال داسوكين الغريبة (مجموعة قصصية)
قضية سروال داسوكين الغريبة (بالفرنسية L’étrange affaire du pantalon de Dassoukine) هي مجموعة قصصية للكاتب المغربي فؤاد العروي. صدرت سنة 2012 عن دار النشر جوليارد، فازت بجائزة غونكور للقصة سنة 2013.

## ملخص القصة الأولى
تحكي القصة الأولى المعنونة بنفس عنوان المجموعة القصصية وبشكل ساخر طريفة وقعت لمسؤول حكومي مغربي شاب يدعى داسوكين الذي قصد العاصمة البلجيكية لشراء واستيراد القمح الذي يحتاجه المغرب، ولكن وفي غفلة منه أثناء إقامته بأحد الفنادق سرق سرواله الوحيد، فأصبح في حيرة من أمره، أين سيجد سروالا يرتديه ولقاء رفيع المستوى ينتظره صباح اليوم الموالي الذي كان يوم أحد حيث المتاجر كلها مغلقة؟ السرقة التي تعرض لها هذا الموظف الحكومي اضطرته إلى حضور اللقاء والمثول أمام المفوضية الأوربية بملابس مهلهلة ومخجلة، لكنه وبالرغم من ذلك فقد نجح في مهمته وتمكن من الحصول على القمح دون مقابل.

## ملخص القصة الثانية
تتناول القصة الثانية من هذه المجموعة حياة مهندس مغربي مقيم في هولندا، كان يحلم بتغيير العالم، لكنه في لحظة من اللحظات تجتاحه نوبة من الشك واللايقين بجدوى حياته، وذلك عندما وجد نفسه بحاجة إلى قاموس لشراء ممسحة، غير أنه في الأخير يقرر عدم الاستسلام والتحدي عندما تذكر رقة زوجته الهولندية التي تعتبر في نظره أغلى ما في العالم.

## ملخص القصة الثالثة
القصة الثالثة من هذه المجموعة لا تقل طرافة عن سابقتيها، حيث تتناول حياة شاب مغربي مقيم في باريس، يتعرض للصدمة عندما أراد تجديد جواز سفره، حيث لم يكن مولده بالرباط كما كان يظن، بل في قرية مجهولة لم يعد لها أثر اليوم. وجه الطرافة في هذه القصة، أن الأمر لم يكن يتعلق بخطأ من السلطات المغربية أثناء تسجيل هذا الشاب في دفتر الحالة المدنية، بل كانت حيلة من جده الذي كان يتقدم للانتخابات ويسجل أحفاده في تلك القرية حتى يكون لهم حق التصويت فيها والظفر بأصواتهم عند بلوغهم سن الرشد،ليس هذا فحسب، بل إن الشاب اكتشف عن طريق عمه أن تاريخ ولادته أيضا غير صحيح، وهذا معناه أنه لا مكان ولا تاريخ محدد لولادته، أي أنه غير مولود أصلا.

## شخصيات المجموعة القصصية
- داسوكين: موظف حكومي مغربي يُرسل إلى بروكسل في مهمة رسمية، لكنه يتعرض لموقف عبثي حين يُسرق سرواله الوحيد، مما يضعه في مواجهة بين المظهر والجوهر، ويُبرز ذكاءه رغم المظهر غير اللائق.
- المهندس المغربي في هولندا: شخصية تعاني من أزمة وجودية وشعور بالغربة، ويُجسد صراع المهاجر بين الحلم والواقع، وبين اللغة والانتماء.
- الشاب المغربي في باريس: يكتشف أن مكان وتاريخ ولادته غير صحيحين، مما يثير تساؤلات فلسفية حول الهوية والوجود، في قصة تتقاطع فيها الطرافة مع العبث الوجودي.
- المدير المدرسي في الجديدة: يبتكر مفهوم "السباحة الجافة" بعد تعميم وزاري يطلب إدراج السباحة في امتحانات البكالوريا، رغم عدم توفر مسبح في المدينة.
- الصحافي في خريبكة: يبحث عن شخصيات مهمة في المدينة، ليكتشف أن الجميع يدور حول الحلاق المحلي، في نقد ساخر للبنية الاجتماعية والسلطة الرمزية.

## اقتباسات من المجموعة القصصية
بعض الاقتباسات اللافتة ، والتي تعكس روح السخرية والعبث الوجودي التي تميز أسلوب العروي:
"كنتُ في بلدٍ يحتاج فيه المرء إلى قاموس لشراء ممسحة، أنا الذي كنتُ أحلم بتغيير العالم." من قصة المهندس المغربي في هولندا، ويجسّد هذا الاقتباس شعور الغربة واللاجدوى في مواجهة واقع يومي بسيط لكنه مربك .
"أن تولد في مكان لا وجود له، وفي تاريخ غير صحيح، يعني أنك لم تولد قط." من قصة الشاب المغربي في باريس، ويعبّر عن أزمة الهوية والوجود في قالب ساخر فلسفي.

"كل أشعة العجلة تتقاطر نحو الفراغ، وبفضل هذا الفراغ تتقدّم العربة." قالها الصحافي في خريبكة، في نقد رمزي للبنية الاجتماعية والسياسية التي تدور حول فراغ السلطة.

## أسلوب المجموعة القصصية
تتميّز هذه المجموعة القصصية لفؤاد العروي بأسلوب ساخر يجمع بين الطرافة والعمق النقدي، حيث يوظّف الكاتب لغة فرنسية سلسة تتخللها مفارقات وجودية ومواقف عبثية تكشف تناقضات الواقع المغربي والعالمي. يعتمد العروي على تقنيات السرد الذاتي وتعدد الأصوات، ويمنح شخصياته سلطة الحكي بلغاتها الخاصة، مما يُضفي على النصوص طابعًا شفهيًا وحميميًا. كما يتخلل الأسلوب توظيف رمزي دقيق، حيث تتحول المواقف اليومية إلى تأملات فلسفية في الهوية والاندماج والبيروقراطية. وتُبرز المجموعة قدرة الكاتب على المزج بين الهزل والجد، مما يجعلها نموذجًا لأدب ما بعد الاستعمار الذي يُعيد مساءلة السرديات الرسمية من خلال الفكاهة والخيال النقدي.